# Rendement quantique
Le rendement quantique (Φ) d'un processus induit par le rayonnement est égal au nombre de fois qu'un évènement donné arrive divisé par le nombre de photons absorbé par le système. L'évènement en question est souvent une réaction chimique.

## Réactions photochimiques
Dans une réaction de photolyse ou photodécomposition après l'absorption d'un photon, le rendement quantique est défini par :
{\displaystyle \Phi ={\frac {\mbox{nombre de molécules décomposées}}{\mbox{nombre de photons absorbés}}}}
Le rendement quantique est aussi employé dans la modélisation de la photosynthèse :
{\displaystyle \Phi ={\frac {\mbox{nombre de μmol CO2 fixés}}{\mbox{μmol de photons absorbés}}}}
Aux réactions où chaque photon effectue la photolyse d'une seule molécule du réactif, le rendement quantique sera au maximum 1 et normalement inférieur à 1 à cause de pertes, tout comme le rendement chimique d'une réaction non photochimique. Par contre un rendement chimique supérieur à 1 est possible dans une réaction chimique en chaîne amorcée par une étape photochimique, de sorte que l'absorption d'un seul photon puisse déclencher une longue série d'étapes de propagation de la chaîne qui consommne nombreuses molécules du réactif. 106 molécules de chlorure d'hydrogène peuvent ainsi être formées par quantum de lumière bleue absorbé lors de la réaction du dihydrogène avec le dichlore.

## Processus photoniques
Le rendement quantique peut aussi être défini pour d'autres évènements tels que la fluorescence:
{\displaystyle \Phi ={\frac {\mbox{nombre de photons émis}}{\mbox{nombre de photons absorbés}}}}
Ici le rendement quantique représente l'efficacité d'émission d'un fluorophore donné.
En spectroscopie, le rendement quantique d'un état quantique donné correspond à la probabilité que cet état est formé à partir d'un système préparé dans un autre état initial. Par exemple, le rendement quantique de la transition d'un état singulet excité à un état triplet est la fraction des molécules excitées au préalable dans l'état singulet qui traversent ensuite à l'état triplet.